# Korchin (dialeto)
O dialeto Khorchin, (em Mongol ᠬᠣᠷᠴᠢᠨ Qorčin, em Chinês 科尔沁 Kē'ěrqìn) é uma variedade da língua mongol falada no leste da Mongólia Interior, China, mais especificamente em ou seja, na Liga Hinggan, no norte, nordeste e leste de Hinggan e em todos, exceto no sul da região Tongliao. Havia 2,08 milhões de mongóis Khorchin na China em 2000, então o dialeto Khorchin pode muito bem ter mais de um milhão de falantes, tornando-se o maior dialeto da Mongólia Interior.

## Escrita
A língua usa duas escritas alternativas, o alfabeto latino e a escrita mongol tradicional, num total de 30 letras/símbolos cada.

## Fonologia

### Consoantes
|             |             | Labial | Coronal | Palatal | Velar |
| ----------- | ----------- | ------ | ------- | ------- | ----- |
| Nasal       | Nasal       | m      | n       |         | ŋ     |
| Oclusiva    | Surda       | p      | t       | t͡ʃ      | k     |
| Oclusiva    | Aspirada    | pʰ     | tʰ      |         | kʰ    |
| Fricativa   | Fricativa   |        | s       | ʃ       | x     |
| Aproximante | Aproximante | w      | l       | j       |       |
| Vibrante    | Vibrante    |        | r       |         |       |

/t͡ʃʰ/ histórico tornou-se /ʃ/ moderno e, em algumas variedades, /s/ é substituído por /tʰ/.  Então, *u (<*ʊ<*u) tem assimilação regressiva para /ɑ/ antes de *p, ex. *putaha (escrito budaγ-a mongol) > pata 'arroz'. However, less systematic changes that pertain only to a number of words are far more notable, e.g. *t͡ʃʰital 'capacity'> Khorchin /xɛtl/. Este último exemplo também ilustra que Khorchin permite o núcleo consoante /l/ e /n/ (cp. [ɔln] 'muitos ').

### Vogais
/ɑ/, /ɑː/, /ɛ/, /ɛː/, /ʊ/, /ʊː/, /u/, /uː/, /y/, /yː/, /i/, /iː/, /ɔ/, /ɔː/, /œ/, /œː/, /ə/,/əː/, /ɚ/ Bayančoγtu também assume o fonema /ё/ (~ [ɤ]), mas seguindo a análise de Svantesson et al. 2005 que afirma que o mongol (exceto Ordos) apenas distingue vogais fonêmicas e não fonêmicas em sílabas não iniciais, chegamos a uma análise onde [ɤ] e [ə] são em distribuição complementar, constituindo assim um único fonema. Chegamos assim ao sistema de fonemas semelhante ao de Sečenbaγatur et al. 2005: 317 que, no entanto, não mencionam a vogal /ɚ/ que é restrita a empréstimos e não desempenha um papel no sistema de harmonia vocálica de Khorchin.
O sistema de vogais grandes desenvolveu-se através da despalatalização de consoantes que fonemizaram vogais anteriormente alomórficas, daí /œ/ e /ɛ/ . Por outro lado, *ö está ausente, e no Proto-mongol *ɵŋke > Calmuco Oirato /ɵŋ/, Khalkha /oŋk/ ' cor', mas Khorchin /uŋ/, fundindo-se assim com /u/. / y/ está ausente nas palavras nativas de algumas variedades e /ɚ/ é completamente restrito a empréstimos do Chinês  mas como estes constituem uma parte muito substancial do vocabulário Khorchin, não é viável postular uma palavra emprestada separada fonologia. Isso também resultou em um sistema de harmonia vocálica que é bastante diferente dos dialetos Mongóis Chakhar e Khalkha: /u/ pode aparecer em sílabas não iniciais de palavras sem considerar a harmonia das vogais, como pode /ɛ/ (por exemplo, /ɑtu/ 'cavalos' e /untʰɛ/ 'caro'; Khalkha teria /ɑtʊ/ 'cavalos' e /untʰe/). Por outro lado, /u/ ainda determina uma palavra como front-vocálica quando aparece na primeira sílaba, o que não vale para /ɛ/ e / eu/. Em alguns subdialetos, /ɛ/ e /œ/ que se originaram de /a/ palatalizado e /ɔ/, mudaram de vogal classe de harmonia de acordo com suas propriedades acústicas e se tornam vogais anteriores no sistema, e o mesmo vale para suas contrapartes longas. Por exemplo. *mori-bar 'a cavalo' > Khorchin [mœːrœr] vs. subdialeto Jalaid [mœːrər].

## Morfologia
Khorchin usa o antigo [caso comitativo]] com /-lɛ/ para delimitar uma ação dentro de um determinado tempo. Uma função semelhante é cumprida pelo sufixo /-ɑri/ que é, no entanto, restrito a ambientes no estrato gramatical do passado. Em contraste com outras variedades mongóis, em Khorchin os verbos chineses podem ser tomados emprestados diretamente; outras variedades têm que tomar emprestados verbos chineses como substantivos mongóis e então derivá-los para verbos. Comparar o novo empréstimo /t͡ʃɑŋlu-/ 'pedir dinheiro' < zhāngluó (张罗) com o empréstimo mais antigo /t͡ʃəːl-/ 'pedir emprestado' < jiè (借) que está presente em todas as variedades da Mongólia e contém o sufixo derivacional /-l-/.